# Bettendorf (Haut-Rhin)
Pour les articles homonymes, voir Bettendorf.
Bettendorf [bɛtəndɔʁf]  est une commune française située dans la circonscription administrative du Haut-Rhin et, depuis le 1er janvier 2021, dans le territoire de la Collectivité européenne d'Alsace, en région Grand Est.
Cette commune se trouve dans la région historique et culturelle d'Alsace.
Ses habitants sont appelés les Bettendorfois et les Bettendorfoises.

## Géographie

### Localisation
Bettendorf est situé dans la région naturelle du Sundgau à environ 19 kilomètres au sud-ouest de Mulhouse. Ce village est limitrophe des communes de Hirsingue, Hausgauen, Ruederbach, Illtal et Willer.
Situé à 328 mètres d'altitude, l'Ill, le Ruisseau de Willer, le Ruisseau le Heckengraben sont les principaux cours d'eau qui traversent la commune de Bettendorf.
| Hirsingue  | Hirsingue Hausgauen | Hausgauen Willer |
| Hirsingue  | Bettendorf          | Willer           |
| Ruederbach | Ruederbach          | Illtal           |

### Hydrographie
La commune est dans le bassin versant du Rhin au sein du bassin Rhin-Meuse. Elle est drainée par l'Ill, le ruisseau de Willer, le Ruederbach et le ruisseau Streitgraben,,.
L'Ill, d'une longueur de 217 km, prend sa source dans la commune de Winkel et se jette  dans le Grand Canal d'Alsace à Offendorf, après avoir traversé 68 communes. 
Le Willerbach, d'une longueur de 10 km, prend sa source dans la commune de Muespach et se jette  dans l'Ill sur la commune, après avoir traversé cinq communes. 

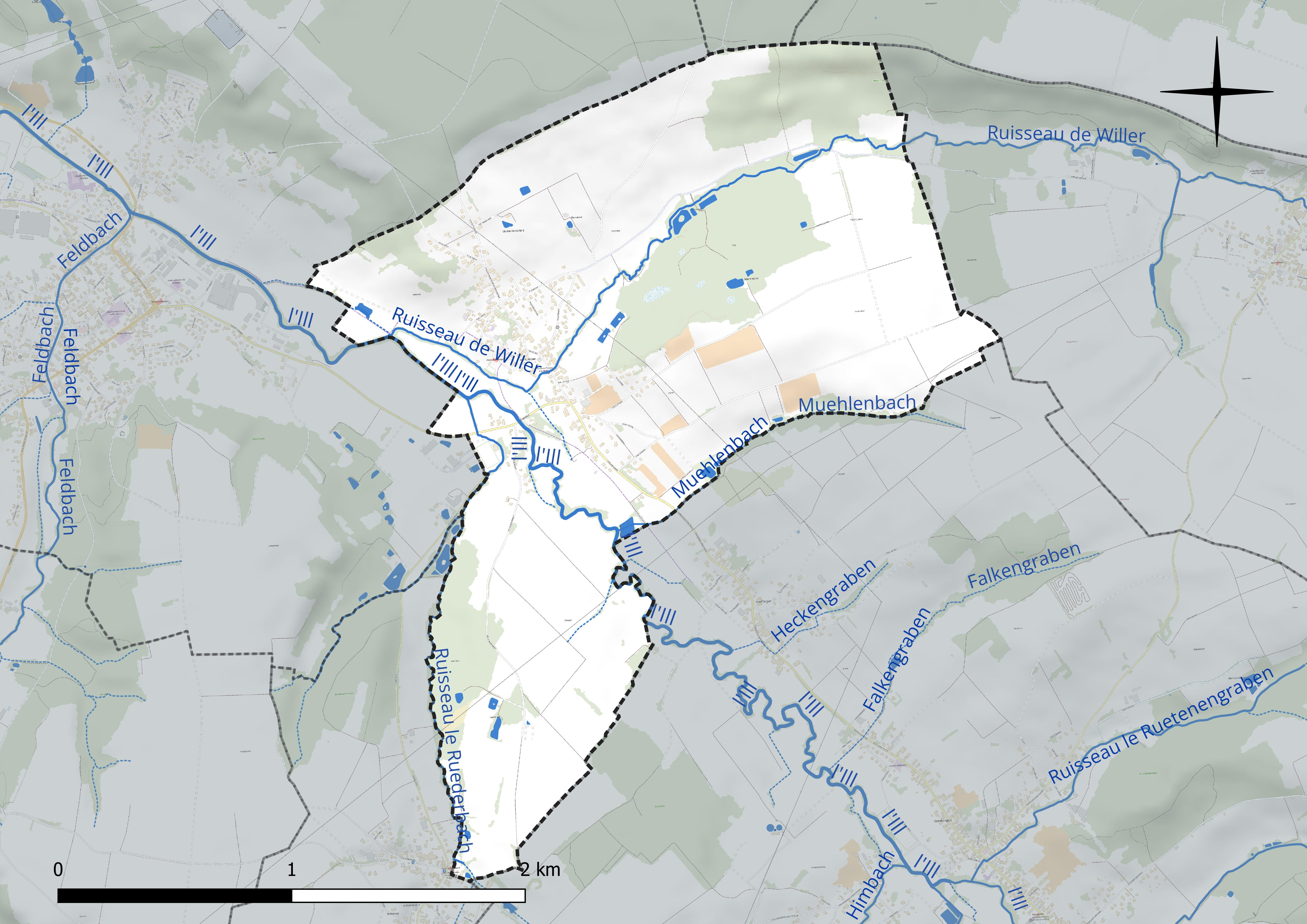
Réseau hydrographique de Bettendorf.

### Climat
Pour des articles plus généraux, voir Climat du Grand Est et Climat du Haut-Rhin.
En 2010, le climat de la commune est de type climat des marges montargnardes, selon une étude du Centre national de la recherche scientifique s'appuyant sur une série de données couvrant la période 1971-2000. En 2020, Météo-France publie une typologie des climats de la France métropolitaine dans laquelle la commune est exposée à un climat semi-continental et est dans la région climatique  Vosges, caractérisée par une pluviométrie très élevée (1 500 à 2 000 mm/an) en toutes saisons et un hiver rude (moins de 1 °C). 
Pour la période 1971-2000, la température annuelle moyenne est de 9,8 °C, avec une amplitude thermique annuelle de 17,6 °C. Le cumul annuel moyen de précipitations est de 839 mm, avec 9,8 jours de précipitations en janvier et 9,9 jours en juillet. Pour la période 1991-2020, la température moyenne annuelle observée sur la station météorologique de Météo-France la plus proche, « Carspach », sur la commune de Carspach à 6 km à vol d'oiseau, est de 11,0 °C et le cumul annuel moyen de précipitations est de 827,7 mm. 
La température maximale relevée sur cette station est de 38,1 °C, atteinte le 4 août 2022 ; la température minimale est de −17,7 °C, atteinte le 5 février 2012,,. 
Les paramètres climatiques de la commune ont été estimés pour le milieu du siècle (2041-2070) selon différents scénarios d'émission de gaz à effet de serre à partir des nouvelles projections climatiques de référence DRIAS-2020. Ils sont consultables sur un site dédié publié par Météo-France en novembre 2022.

## Urbanisme

### Typologie
Au 1er janvier 2024, Bettendorf est catégorisée commune rurale à habitat dispersé, selon la nouvelle grille communale de densité à sept niveaux définie par l'Insee en 2022.
Elle est située hors unité urbaine. Par ailleurs la commune fait partie de l'aire d'attraction de Bâle - Saint-Louis (partie française), dont elle est une commune de la couronne,. Cette aire, qui regroupe 94 communes, est catégorisée dans les aires de 200 000 à moins de 700 000 habitants,.

### Occupation des sols
L'occupation des sols de la commune, telle qu'elle ressort de la base de données européenne d’occupation biophysique des sols Corine Land Cover (CLC), est marquée par l'importance des territoires agricoles (75,7 % en 2018), en diminution par rapport à 1990 (78 %). La répartition détaillée en 2018 est la suivante : 
terres arables (42,8 %), zones agricoles hétérogènes (32,9 %), forêts (15,3 %), zones urbanisées (9 %). L'évolution de l’occupation des sols de la commune et de ses infrastructures peut être observée sur les différentes représentations cartographiques du territoire : la carte de Cassini (XVIIIe siècle), la carte d'état-major (1820-1866) et les cartes ou photos aériennes de l'IGN pour la période actuelle (1950 à aujourd'hui).

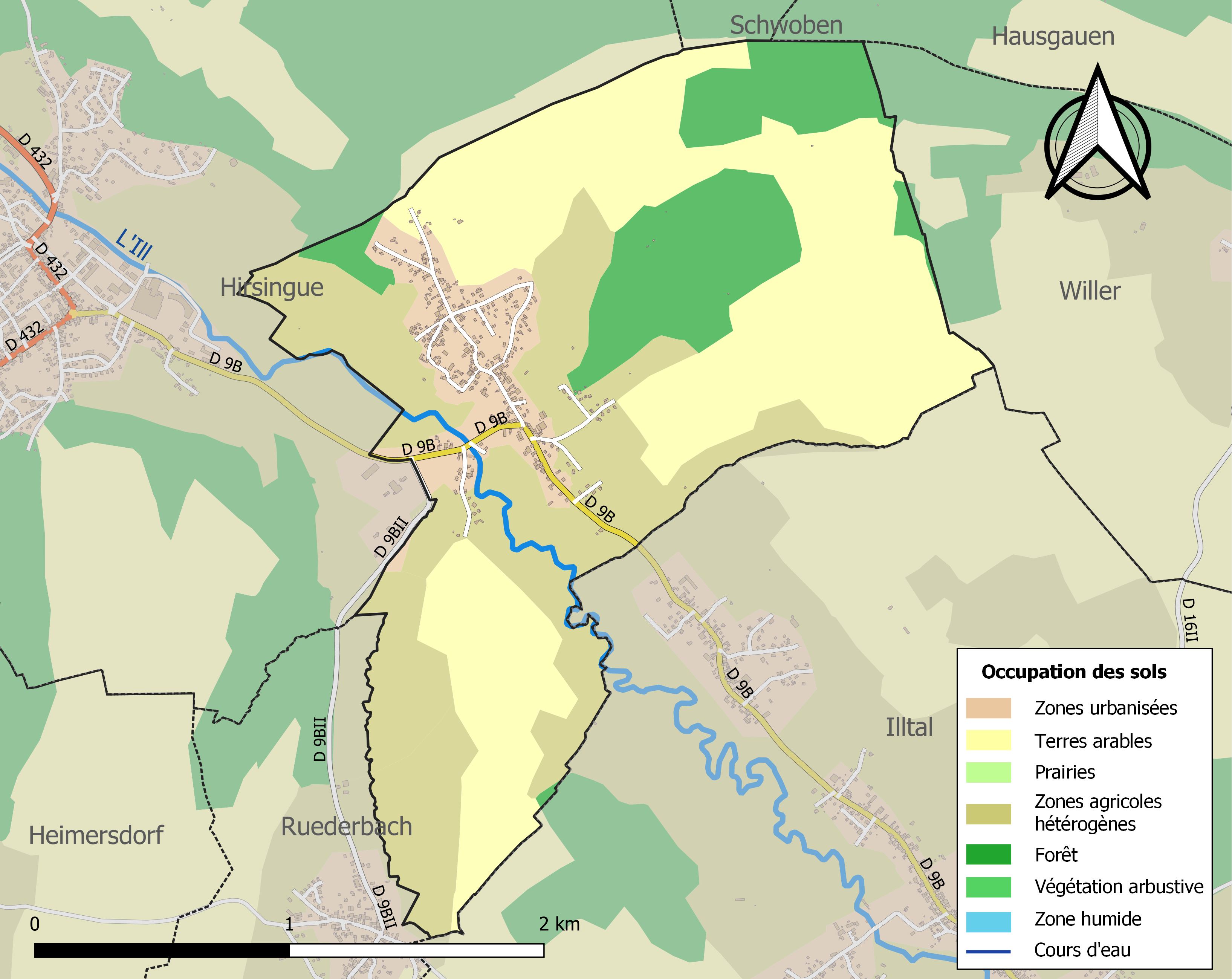
Carte des infrastructures et de l'occupation des sols de la commune en 2018 (CLC).

## Toponymie
La première retranscription attestée de Bettendorf sous la forme de Bedendorf date de 991. Puis de Betendorf en 1139.
La première partie du nom est sujette à controverse, elle peut provenir du nom germanique "Betto" ou bien du verbe allemand "beten" qui signifie "prier" ce qui semble cohérent avec le blason de Bettendorf qui comprend une bible et un chapelet. Tandis que le suffixe "-dorf" est très courant dans la toponymie germanique et signifie "village" en allemand. Ce suffixe peut être retrouvé dans plusieurs noms d'autres villages alsaciens, surtout dans le Sundgau.

## Histoire
L'existence de Bettendorf est mentionnée pour la première fois en l'an 991. Ce village appartient au Comté de Ferrette jusqu'à la Paix de Westphalie en 1648.
Une église dédiée à saint Martin fut construite avant 1302. Celle-ci fut remplacée par l'église Sainte-Croix qui a été entièrement reconstruite en 1841. Le bâtiment de l'école fut construit en 1860 et abritait en plus la Mairie.
Le 14 février 1945, l'avion du capitaine Schaufelberger s'est écrasé sur les hauteurs de Bettendorf. Une stèle fut érigé en l'honneur de cet aviateur mort pour la France.

## Politique et administration

### Découpage territorial
La commune de Bettendorf est membre de la communauté de communes Sundgau, un établissement public de coopération intercommunale (EPCI) à fiscalité propre créé le 15 juin 2016 dont le siège est à Altkirch. Ce dernier est par ailleurs membre d'autres groupements intercommunaux.
Sur le plan administratif, elle est rattachée à l'arrondissement d'Altkirch, à la circonscription administrative de l'État du Haut-Rhin, en tant que circonscription administrative de l'État, et à la région Grand Est. 
Sur le plan électoral, elle dépendait jusqu'en 2020 du  canton d'Altkirch pour l'élection des conseillers départementaux au sein du conseil départemental du Haut-Rhin. Depuis le 1er janvier 2021, elle dépend du même canton pour l'élection des conseillers d'Alsace au sein de la collectivité européenne d'Alsace.

### Chronologie des maires
| Période                                  | Période                   | Identité                                    | Étiquette           | Qualité    |
| ---------------------------------------- | ------------------------- | ------------------------------------------- | ------------------- | ---------- |
| mars 2001                                | mars 2014                 | Jean Estrade                                |                     |            |
| mars 2014                                | En cours (au 31 mai 2020) | Jean Zurbach Réélu pour le mandat 2020-2026 | LR[réf. nécessaire] | Enseignant |
| Les données manquantes sont à compléter. |                           |                                             |                     |            |

## Population et société

### Démographie
L'évolution du nombre d'habitants est connue à travers les recensements de la population effectués dans la commune depuis 1793. Pour les communes de moins de 10 000 habitants, une enquête de recensement portant sur toute la population est réalisée tous les cinq ans, les populations de référence des années intermédiaires étant quant à elles estimées par interpolation ou extrapolation. Pour la commune, le premier recensement exhaustif entrant dans le cadre du nouveau dispositif a été réalisé en 2006.

En 2022, la commune comptait 460 habitants, en évolution de +1,77 % par rapport à 2016 (Haut-Rhin : +0,66 %, France hors Mayotte : +2,11 %).
| 1793 | 1800 | 1806 | 1821 | 1831 | 1836 | 1841 | 1846 | 1851 |
| ---- | ---- | ---- | ---- | ---- | ---- | ---- | ---- | ---- |
| 275  | 294  | 338  | 353  | 460  | 460  | 465  | 477  | 518  |

| 1856 | 1861 | 1866 | 1871 | 1875 | 1880 | 1885 | 1890 | 1895 |
| ---- | ---- | ---- | ---- | ---- | ---- | ---- | ---- | ---- |
| 480  | 466  | 450  | 416  | 425  | 428  | 443  | 469  | 406  |

| 1900 | 1905 | 1910 | 1921 | 1926 | 1931 | 1936 | 1946 | 1954 |
| ---- | ---- | ---- | ---- | ---- | ---- | ---- | ---- | ---- |
| 396  | 370  | 363  | 330  | 362  | 348  | 353  | 349  | 358  |

| 1962 | 1968 | 1975 | 1982 | 1990 | 1999 | 2006 | 2011 | 2016 |
| ---- | ---- | ---- | ---- | ---- | ---- | ---- | ---- | ---- |
| 360  | 314  | 324  | 337  | 389  | 427  | 465  | 486  | 452  |

| 2021 | 2022 | - | - | - | - | - | - | - |
| ---- | ---- | - | - | - | - | - | - | - |
| 454  | 460  | - | - | - | - | - | - | - |

## Culture locale et patrimoine

### Lieux et monuments

L'église Sainte-Croix.
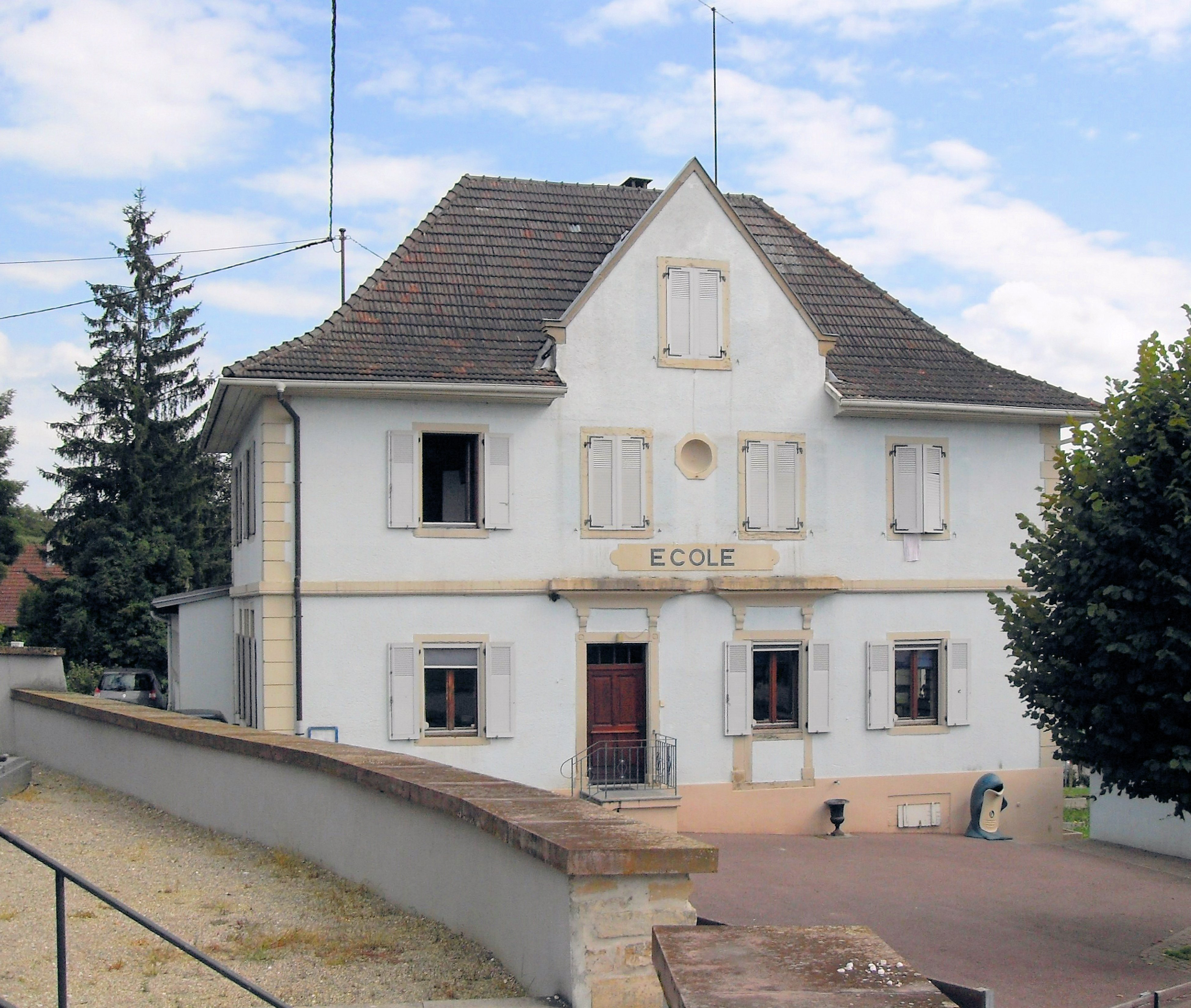
L'école.

### Héraldique
| Blason de Bettendorf | Les armes de Bettendorf se blasonnent ainsi : « D'argent au livre fermé, montrant le plat supérieur, la tranche de gueules, la couverture de sable, garni d'or aux quatre coins, un chapelet de gueules brochant sur le tout. » |